# ボブ・ロックウェル
ボブ・ロックウェル（Bob Rockwell、1945年5月2日 - ）は、ジャズ・サクソフォーン奏者。アメリカで生まれたが、1983年にデンマークに移住した。

## 略歴
ロックウェルはオクラホマ州マイアミで生まれ、ミネアポリスで育ち、キャリア初期にはロックやリズム・アンド・ブルースのバンドで全米ツアーを行った。1960年代後半から1970年代前半にかけてラスベガスで活動し、その後、ニューヨークへと移り、サド・ジョーンズ/メル・ルイス・オーケストラ、ティト・プエンテ、ベン・シドラン、フレディ・ハバード、レイ・ドラモンド、ビリー・ハート、ルーファス・リード、ヴィクター・ルイス、ロン・マクルーア、トム・ハレル、チャック・イスラエル、ジョン・ヒックス、アル・フォスター、アンソニー・コックス、ビル・ドビンス、キース・コープランド、クリント・ヒューストン、リッチー・バイラークと演奏した。
コペンハーゲンに定住した後、ロックウェルは、スティープルチェイス・レコードでレコーディングを行った。ヨーロッパでは、アーニー・ウィルキンス、ケニー・ドリュー、アレックス・リエル、マリリン・マズール、ケニー・ホイーラー、ヤン・カスパーセン、イェスパー・ルンゴーらと仕事をしてきた。

## 受賞歴
- 2003年 ベン・ウェブスター賞[3]

## ディスコグラフィ

### リーダー・アルバム
- Androids (1974年、Celebration)
- 『ノー・ラッシュ』 - No Rush (1985年、SteepleChase)
- On the Natch (1985年、SteepleChase)
- The Bob Rockwell Trio (1989年、SteepleChase)
- Reconstruction (1990年、SteepleChase)
- Born to Be Blue (1994年、SteepleChase)
- Light Blue (1995年、SteepleChase) ※with イェスパー・ルンゴー
- Shades of Blue (1996年、SteepleChase)
- After Hours (1999年、Go Jazz)
- 『イッツ・オール・ライト・ウィズ・ミー』 - It's All Right With Me (2001年、Pony Canyon)
- 『ラヴ・アイズ』 - Love Eyes (2001年、Pony Canyon)
- Walk Pretty - The Songs of Alec Wilder (2002年、Stunt) ※ベン・シドラン / ボブ・ロックウェル・カルテット名義
- Bob's Ben: A Salute to Ben Webster (2004年、Stunt)
- 『ブラック・ジャック』 - Black Jack (2006年、Marshmallow Export)
- The Joker (2007年、Marshmallow Export)
- Bob's Wilder - Bob Rockwell 5 Plays The Music Of Alec Wilder (2007年、Stunt)
- 『ゴング』 - Gong (2016年、Gateway Music) ※with 平林牧子

### 参加アルバム
- アート・レズニック : Jungleopolis (1974年、Symposium Music)
- トム・ハレル : 『オープン・エア』 - Open Air (1986年、SteepleChase)
- ベン・シドラン : 『シエン・ノーチェス』 - Cien Noches (2008年、Nardis)
- オーレ・マティエセン : 『レッド・パイソン』 - Red Python (2013年、Stunt)
- オーレ・マティエセン : 『フラッシュバックス&デディケイションズ』 - Flashbacks & Dedications (2016年、Stunt)